# Карфагенский собор (258)
Карфаге́нский собо́р 258 го́да — поместный собор епископов в Африке, в городе Карфагене, собранный около 258 года, под председательством епископа Карфагенского Киприана. Целью поместного Карфагенского собора был вопрос о чиноприеме еретиков и раскольников в Православную церковь.

## Участники собора
- Киприан
- Либерал
- Калдоний
- Юний
- Прим
- Цецилий
- Поликарп
- Никомед
- Феликс
- Марруций
- Сукцесс
- Лукиан
- Гонорат
- Фортунат
- Виктор
- Донат
- Луций
- Геркулан
- Помпоний
- Димитрий
- Квинт
- Сатурнин
- Марк
- другой Сатурнин
- другой Донат
- Рогациан
- Седат
- Тертулл
- Гортенсиан
- иный Сатурнин
- Саций.

## Предыстория собора
В Африке (в том числе в Карфагенской области и в Нумидии) в III веке следовали согласно с 46 правилом святых апостол всех еретиков и раскольников крестили; в то время как в Риме епископ Стефан допускал прием еретиков и раскольников с тем крещением, которое совершено в их сообществах. Между Римом и Карфагеном шла бурная полемика, в которой участвовали многие епископы из разных областей Римской империи, такие как Дионисий Александрийский и епископ Каппадокийской Кесарии Фирмилиан. Собор был и собран для решения этого вопроса.

## Решение собора
Перед собором Нумидийские епископы (Януарий, Сатурнин, Максим, Виктор, Виктор, Кассий, Прокул, Модиан, Циттан, Гаргилий, Евтихиан, Гаргилий, Сатурнин, Немезиан, Нампул, Антониан, Рогациан и Гонорат) послали письмо к Киприану с вопросом:
«Следует ли крестить тех, которые, крещены у еретиков и раскольников, когда они обращаются к единой истинной кафолической Церкви?».
На Карфагенском соборе Киприан вместе с иерархами подробно изучили этот вопрос и на основании Священного Писания дали богословское обоснование причины, по которой всех еретиков и раскольников, крещенных вне Православной церкви, надо крестить, если их принимают в Православную церковь. Перед святым крещением воду должен освятить православный священник, а еретики или раскольники этого сделать не могут, поскольку не являются святыми (православными), а являются нечистыми: «и всякое, емуже прикоснется нечистый, нечисто будет» (Чис. 19:22). Кроме того, имея в виду воду для крещения еретиков, иерархи приводили слова Писания: «От воды чужой удаляйся, и из источника чужого не пей» (Прит. 9:18).
Иерархи на соборе учили, что: «Наконец, соглашаться на то, что у еретиков и раскольников есть крещение, значит одобрять их крещение, так что здесь не может быть одна часть ничтожна, а другая сильна. Кто мог крестить, тот мог дать и Святого Духа. Если же не может дать Святого Духа, потому что, находясь вне Церкви, не пребывает с Духом Святым, то не может и крестить приходящего, так как и крещение одно, и Дух Святой один, и Церковь, по началу и требованию единства (origine et ratione unitatis) основанная Христом Господом на Петре, одна. Отсюда следует, что так как у них (еретиков и раскольников) все ничтожно и лживо, то мы и не должны одобрять ничего, совершенного ими; ибо может ли быть точным и верным пред Богом что-либо, совершаемое теми, коих Господь в Евангелии выставляет как Своих врагов и противников, говоря: „иже несть со Мною, на Мя есть; и иже не собирает со Мною, расточает“ (Лк. 11:23)». Участники собора на вышеизложенных рассуждений делали однозначный вывод о том, что всех еретиков и раскольников, крещенных вне Церкви, надо крестить.
Решение Карфагенского собора стало каноном Православной Церкви, оно было утверждено на Трулльском соборе, вторым его правилом; оно вошло в греческие Номоканон и Пидалион, а также в Афинскую Синтагму. Это решение известно также под другим названием: «Письмо к Януарию и прочим епископам нумидийским о крещении еретиков». На решение Карфагенского собора ссылается и Василий Великий в своем первом правиле.